# 딜런 맥고원
딜런 맥고원(영어: Dylan McGowan, 1991년 8월 6일~)은 오스트레일리아의 축구 선수이다. 2021년 기준 스코티시 챔피언십의 킬마녹에서 선수로 뛰고 있다. 포지션은 센터백이다. K리그 시절 등록명은 맥고완이다.